# الدوري السعودي الممتاز 1994–95
الدوري السعودي الممتاز 1994–1995 هي النسخة التاسعة عشر من الدوري السعودي الممتاز منذ استحداث المسابقة بعام 1976. لعبت المسابقة بنظام المربع الذهبي كما النسخة السابقة بإلغاء مرحلتي الذهاب والإياب في دور نصف النهائي وجعلها من مباراة واحد تلعب على أرض أصحاب المراكز الأول والثاني، وشارك فيها 12 فريق.
ظفر النصر بلقب البطولة للمرة الثانية على التوالي بفوزه في المباراة النهائية 3–1 أمام نظيره الهلال، ويعتبر اللقب السادس بتاريخه.  الأندية التي هبطت إلى الدرجة الأولى هما الوحدة، والروضة.

## الملاعب والمواقع
| نادي     | مكان   | الملعب                             |
| -------- | ------ | ---------------------------------- |
| الأهلي   | جدة    | ملعب الأمير عبد الله الفيصل        |
| الاتفاق  | الدمام | ملعب الأمير محمد بن فهد            |
| الهلال   | الرياض | ملعب الملك فهد الدولي              |
| الاتحاد  | جدة    | استاد الأمير عبد الله الفيصل       |
| النصر    | الرياض | ملعب الملك فهد الدولي              |
| النجمة   | عنيزة  | ملعب نادي النجمة                   |
| القادسية | الخبر  | ملعب الأمير سعود بن جلوي           |
| الرائد   | بريدة  | ملعب مدينة الملك عبد الله الرياضية |
| الرياض   | الرياض | ملعب الأمير فيصل بن فهد            |
| الشباب   | الرياض | ملعب الملك فهد الدولي              |
| الروضة   | الجشة  | ملعب الأمير عبد الله بن جلوي       |
| الوحدة   | مكة    | ملعب الملك عبد العزيز              |

## جدول الدوري
| الترتيب | النادي   | لعب | فاز | تعادل | خسر | له | عليه | فارق الأهداف | النقاط |
| ------- | -------- | --- | --- | ----- | --- | -- | ---- | ------------ | ------ |
| 1       | الهلال   | 22  | 12  | 7     | 3   | 40 | 17   | +23          | 43     |
| 2       | الاتفاق  | 22  | 12  | 5     | 5   | 46 | 25   | +21          | 41     |
| 3       | الرياض   | 22  | 11  | 3     | 8   | 36 | 21   | +15          | 41     |
| 4       | النصر    | 22  | 11  | 7     | 4   | 35 | 19   | +16          | 40     |
| 5       | الشباب   | 22  | 10  | 4     | 8   | 36 | 33   | +3           | 34     |
| 6       | الأهلي   | 22  | 7   | 10    | 5   | 32 | 31   | +1           | 31     |
| 7       | الاتحاد  | 22  | 8   | 6     | 8   | 32 | 20   | +12          | 30     |
| 8       | القادسية | 22  | 8   | 5     | 9   | 32 | 36   | -4           | 29     |
| 9       | الرائد   | 22  | 6   | 5     | 11  | 24 | 38   | -12          | 23     |
| 10      | النجمة   | 22  | 5   | 6     | 11  | 31 | 42   | -11          | 21     |
| 11      | الوحدة   | 22  | 6   | 3     | 13  | 25 | 49   | -24          | 21     |
| 12      | الروضة   | 22  | 1   | 4     | 17  | 19 | 57   | -38          | 7      |

## المربع الذهبي (الأدوار النهائية)

### نصف النهائي
| الهلال            | 1–0 (ب.و.إ.) | الرياض |
| ----------------- | ------------ | ------ |
| يوسف الحيائي 113' |              |        |

| الاتفاق | 1–2 | النصر |
| ------- | --- | ----- |
|         |     |       |

### مباراة تحديد المركز الثالث
| الاتفاق | 0–4 | الرياض |
| ------- | --- | ------ |
|         |     |        |

### النهائي
| الهلال | 1–3 | النصر |
| ------ | --- | ----- |
|        |     |       |

## وصلات خارجية
- الموقع الرسمي لدوري السعودي
- احصائيات الدوري السعودي